# 조일명
조일명(趙一明, 1903년 12월 1일 ~ 1953년 8월 30일)은 일제강점기의 친일 공산주의 운동가이며 조선민주주의인민공화국의 정치인이다. 일명(一明)은 아호(雅號)이며 본명 조두원(趙斗元)으로도 활동했다.

## 생애
강원도 양양군에서 출생하여 경상남도 함안과 강원도 삼척에서 각각 잠시 유년기를 보낸 적이 있고 그 후 강원도 김화에서 성장한 그는 경성 연희전문학교를 학사 학위했다. 1920년대 조선공산당에 입당하여 박헌영, 리승엽, 조봉암, 권오직 등과 함께 화요파 계열에서 공산주의 운동을 벌였고, 모스크바의 동방노력자공산대학에서 유학하고 돌아와 같은 모스크바 유학생 출신인 김단야와 함께 조직 활동을 벌이다 투옥되는 등 일찍부터 본격적인 정치 활동을 했다.
그러나 일제강점기 동안 전향하여 친일 단체인 야마토주쿠에 가입했으며 강연 및 교사직 수행 등으로 친일 행위를 했다. 부유한 가정 환경과 친일 경력은 공산주의 운동가로서의 조일명을 두고두고 괴롭혔다. 후에 조선민주주의인민공화국에서 간첩 혐의로 사형당한 뒤에도 리승엽과 함께 일제 때부터 전향했던 대표적인 변절자로 비난받았다.
1945년 광복후 리승엽과 함께 박헌영의 재건파에 가담했고, 조선공산당 기관지인 해방일보의 편집장을 맡는 등 박헌영파의 핵심 인물로 활동했다. 미군정이 정판사 위조지폐 사건 이후 해방일보에 무기정간 조치를 내리자 월북했다.
북한 내각의 문화선전성 부상까지 지냈으나, 이강국, 이원조, 박승원 등과 함께 오랫동안 박헌영의 지령에 따라 간첩활동을 해 왔다는 혐의로 1953년 체포되어 사형 선고를 받았고, 곧 처형된 것으로 알려져 있다.
2001년 9월에 박헌영직계인 이강국과 임화 등 남로당의 일부 핵심간부들이 주한 미군방첩대(CIC) 요원으로 활동했던 것으로 남한에서 밝혀졌다.

## 같이 보기
- 리승엽

## 참고 자료
- 조선민주주의인민공화국 최고재판소 (1956). 《미제국주의 고용간첩 박헌영 리승엽 도당의 조선민주주의인민공화국 정권 전복음모와 간첩사건 공판 문헌》. 평양.
- 임경석 (2004년 4월 15일). 〈실각ㆍ재판ㆍ처형〉. 《이정 박헌영 일대기》. 서울: 역사비평사. ISBN 89-7696-801-8.
- 반민족문제연구소 (1994년 3월 1일). 〈조일명, 출세를 위해 변절의 길을 간 공산주의자〉. 《청산하지 못한 역사 3》. 서울: 청년사. ISBN 978-89-7278-314-5.
- “남로당 핵심 이강국·임화 미군방첩대 스파이였다”. 《중앙일보》. 2001.09.05.